# Pandanus laferrerei
Pandanus laferrerei är en enhjärtbladig växtart som beskrevs av Huynh. Pandanus laferrerei ingår i släktet Pandanus och familjen Pandanaceae.
Artens utbredningsområde är Mali. Inga underarter finns listade.